# Barys Kit
Boris Uladzimiravici Kit (în belarusă Бары́с Уладзіміравіч Кіт, în rusă Бори́с Влади́мирович Кит; n. 24 martie/6 aprilie 1910, Sankt Petersburg, Imperiul Rus – d. 1 februarie 2018, Frankfurt am Main, Germania) a fost un om de știință bielorus-american.

## Biografie
Kit s-a născut pe 6 aprilie 1910 la Sankt Petersburg, Imperiul Rus, în familia unui angajat al Departamentului de Poștă și Telegrafie de origine bielorusă. Numele său adevărat este Kita. În 1918, familia lui Kit s-a mutat în satul natal Aharodniki, acum orașul Karelichy, Regiunea Grodno. În 1921 această zonă a devenit parte a celei de-a doua republici poloneze.
După absolvirea liceului bielorus Navahrudak în 1928, Kit a intrat la facultatea de fizică și matematică a Universității din Vilnius. După absolvire, în 1933, a lucrat ca profesor la Gimnaziul Belarus Vilnia din Vilnius. În 1939 a fost numit director al acestuia. După ce a început al Doilea Război Mondial și Regiunea Vilnius a fost predată Lituaniei, Kit s-a întors în regiunea sa natală, care fusese alăturată SSR-ului bielorus. El a fost directorul liceului belarus Navahrudak de acolo și mai târziu inspector al unui mare district al sistemului școlar. Sute de școli elementare și câteva zeci de licee au fost deschise în regiune în decurs de un an datorită participării directe a lui Kit.
Kit a lucrat ca profesor în satul Lebedzeva de lângă Maladzyechna și mai târziu ca director al Colegiului de profesori Pastavy în timpul ocupației naziste din Belarus. El a fost suspectat de legături partizane și a fost arestat de către oficialii SD germani. A petrecut o lună în închisoare și a fost salvat de la execuție de foștii săi elevi.
În 1944, Kit și familia sa, cu armata germană în retragere, s-au mutat în Germania, mai întâi la Opfenbach lângă Lindau în Bavaria, apoi la München. În 1948, Kit a emigrat în Statele Unite. În 1950 s-a stabilit la Los Angeles și a lucrat acolo drept chimist la diferite companii.
La mijlocul anilor 1950, Kit și-a început activitățile științifice în domeniul astronauticii. A lucrat timp de 25 de ani în programul american de cercetare spațială. În calitate de matematician și analist de sisteme, a participat la proiecte care au vizat dezvoltarea de sisteme de rachete intercontinentale. Kit a participat la mai multe proiecte americane de cercetare spațială, inclusiv la dezvoltarea aparatului matematic din spatele misiunii pe Lună. În 1972, Kit s-a mutat la Frankfurt-am-Main în Germania și a decis să urmeze o carieră în Europa. A început să predea matematică la Colegiul European al Universității din Maryland la Heidelberg în 1973, unde a început o teză despre munca matematicianului și profesorului la Universitatea Vilnius Antoni Zygmund.

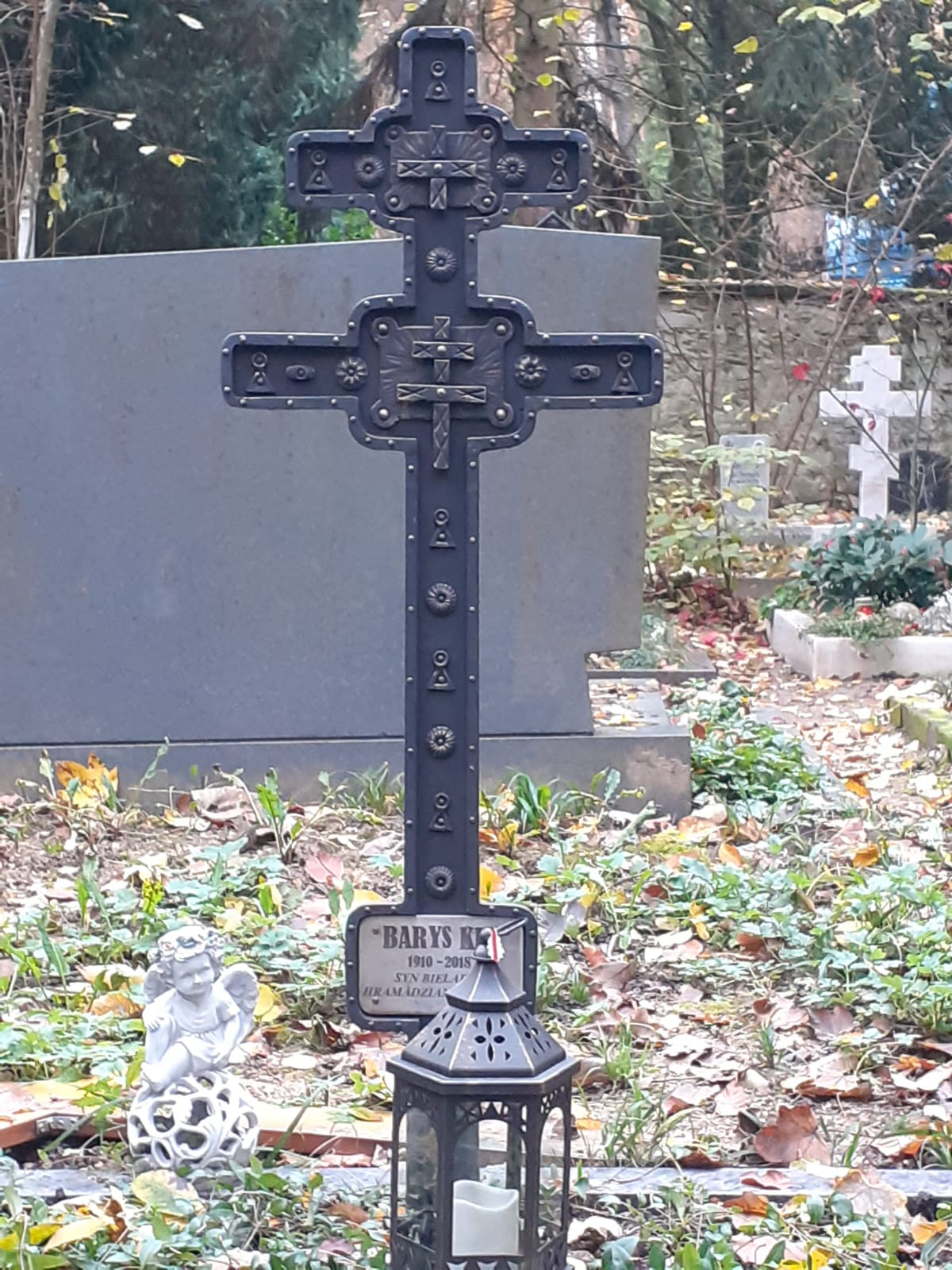
Cruce funerară în cimitirul rusesc de pe Neroberg, lângă Wiesbaden

În ciuda faptului că a emigrat, Kit a rămas un belarus conștiincios toată viața: „Tot ce am făcut în viața mea - am făcut pentru patria mea și faima ei”. El și-a trăit ultimii ani într-o casă de bătrâni evreiască și a sărbătorit 107 ani în 2017. A murit pe 1 februarie 2018.

## Realizări științifice
Kit este autorul primului manual privind propergol (combustibil pentru rachete), „Rocket Propellant Handbook”, publicat de McMillan în 1960. Cartea a primit multe recenzii pozitive și este menționată chiar și în publicațiile de știință a rachetelor. În 1982, Kit a obținut un doctorat în matematică și istoria științei de la Universitatea din Regensburg.
Kit a fost membru al Institutului American de Aeronautică și Astronautică, membru de onoare al Consiliului de Administrație al Societății Germane de Astronautică Hermann Oberth, membru al Academiei Internaționale de Astronautică din Paris, vicepreședinte al Academiei Eurasiatice Internaționale de Astronautică, Profesor emerit al Universității Maryland, doctor onorific în științe al Universității de Stat din Grodno și rezident al lui Navahrudak. O „capsulă a timpului” cu numele lui Kit a fost amplasată în zidul Capitolului din Washington, DC.

## Publicații
- Boris Kit, Douglas S. Evered. Rocket Propellant Handbook. The Macmillan Company, 1960.